# باوليتا
بيدرو ميغيل كاريرو ريسيندز (مواليد 28 أبريل 1973 في بونتا ديلغادا في البرتغال)، المعروف باسم باوليتا، هو لاعب كرة قدم برتغالي سابق.
بدأ مسيرته الكروية مع نادي ميكايلينسي في موسم 1994–95، وفي موسم 1995–96 انتقل إلى نادي إشتوريل برايا، ولعب معهم 30 مباراة وسجل 19 هدف، وفي عام 1996 انتقل إلى نادي سالامانكا الإسباني، ولعب معهم حتى عام 1998، وشارك معهم في 71 مباراة وسجل 34 هدف، وفي عام 1998 انتقل إلى نادي ديبورتيفو لاكورونيا الإسباني، ولعب معهم حتى عام 2000، وشارك معهم في 58 مباراة وسجل 18 هدف، وفي عام 2000 انتقل إلى نادي بوردو الفرنسي، ولعب معهم حتى عام 2003، وشارك معهم في 98 مباراة وسجل 65 هدف، ومنذ عام 2003 وهو يلعب مع نادي باريس سان جيرمان الفرنسي.
و قد لعب مع منتخب البرتغال لكرة القدم بين عامي 1997 و2006، وشارك معهم في 89 مباراة وسجل 47 هدف، وهو ثاني هدافي المنتخب البرتغالي بعد كريستيانو رونالدو.

## روابط خارجية
- باوليتا على موقع IMDb (الإنجليزية)
- باوليتا على موقع كينوبويسك (الروسية)
- باوليتا على موقع الاتحاد الدولي (مؤرشف)  (الإنجليزية)
- باوليتا على موقع قاعدة بيانات كرة القدم.إي يو (الإنجليزية)
- باوليتا على موقع ليكيب (الفرنسية)
- باوليتا على موقع ناشيونال فوتبول تيمز (الإنجليزية)
- باوليتا على موقع Soccerbase.com (لاعب) (الإنجليزية)
- باوليتا على موقع Soccerway.com (الإنجليزية)
- باوليتا على موقع كووورة